# Enotoschema
Enotoschema is een kevergeslacht uit de familie van de boktorren (Cerambycidae). De wetenschappelijke naam van het geslacht werd voor het eerst geldig gepubliceerd in 1953 door Breuning.

## Soorten
Enotoschema is monotypisch en omvat slechts de volgende soort:
- Enotoschema sericans Breuning, 1953